# Station Meadowhall Interchange
Meadowhall Interchange is een spoorwegstation en tramhalte van National Rail in Sheffield, Engeland. Het station is eigendom van Network Rail en wordt beheerd door Northern Rail en Supertram.

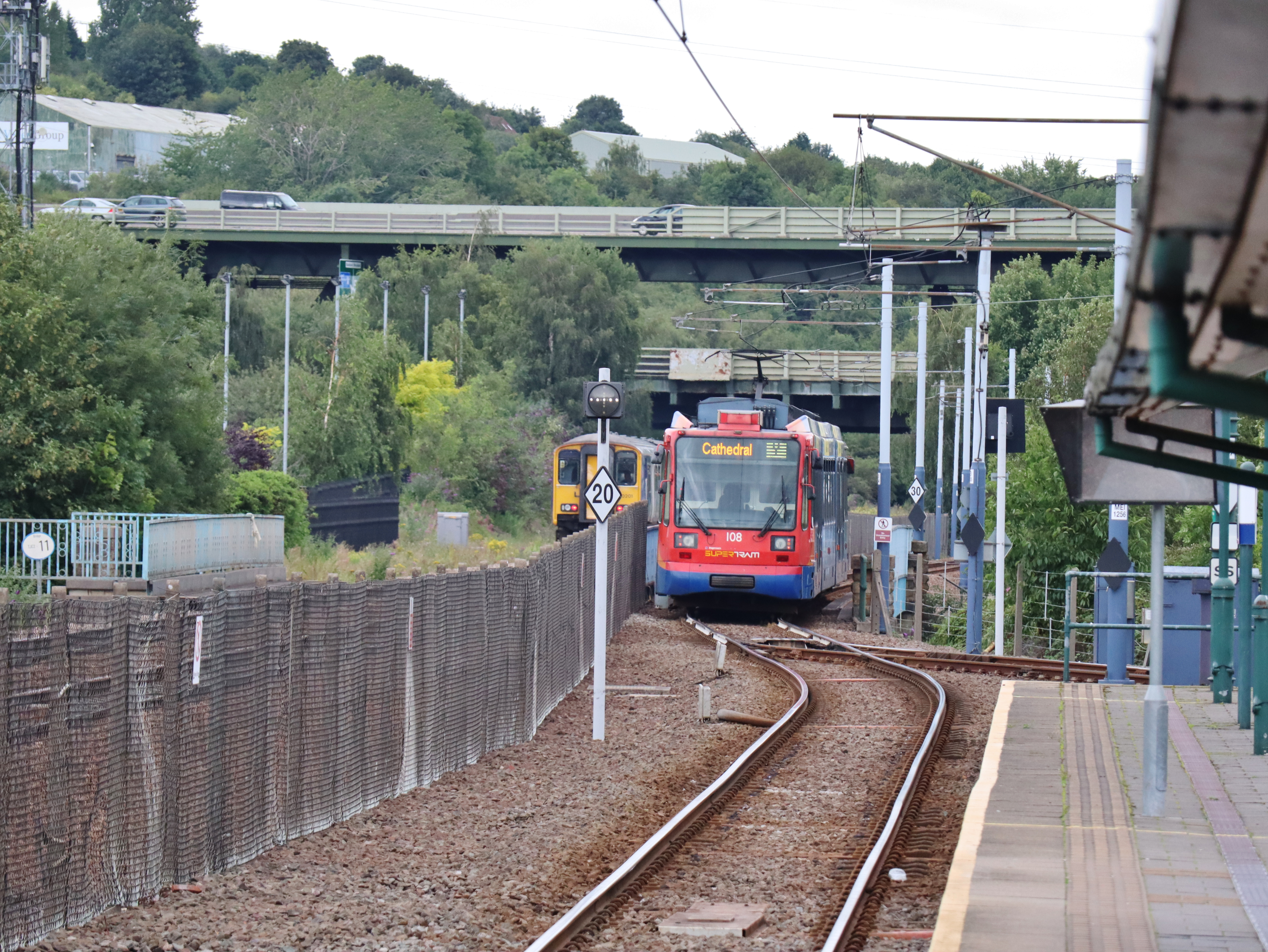
Trein en tram